# 114 Kassandra
A 114 Kassandra a Naprendszer kisbolygóövében található aszteroida. Christian Heinrich Friedrich Peters fedezte fel 1871. július 23-án.